# 10733 Georgesand
A 10733 Georgesand (ideiglenes jelöléssel 1988 CP1) a Naprendszer kisbolygóövében található aszteroida. Eric Walter Elst fedezte fel.
Nevét George Sand (1804 – 1876) francia írónő után kapta.